# Spaniel perdigueiro de Drente
Spaniel perdigueiro de Drente[Nota] (em neerlandês: Drentsche patrijshond) é uma raça oriunda da remota província de Drente, conhecida ainda por ser uma clássica multifuncional, de indivíduos caçadores, apontadores, retrievers e de companhia. Sua aparência, que não muda há pelo menos 400 anos, é capaz de trazer visualização a antigos ancestrais, como os setters. Apesar de ainda raro, os exemplares existentes garantem sua perpetuação. De temperamento qualificado como meigo e obediente, tem o seu adestramento dito fácil.